# Koningskwestie

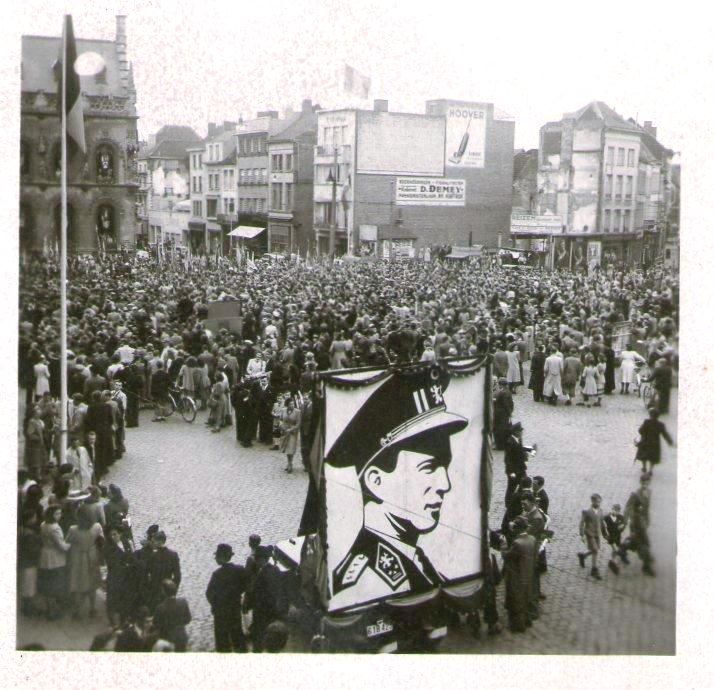
Toen Leopold III in juli 1950 terug in het land kwam, braken in Wallonië stakingen uit. Politiek spoedoverleg resulteerde in de overdracht van de koninklijke bevoegdheden aan kroonprins Boudewijn. De foto toont een leopoldistische manifestatie in Kortrijk.

De koningskwestie is het politieke conflict dat in België ontstond in het begin van de Tweede Wereldoorlog. Het conflict duurde tot 1951 en ging over het al dan niet behouden van Leopold III op de koningstroon.
Op 25 mei 1940 vond een confrontatie plaats op het kasteel van Wijnendale (Torhout) tussen koning Leopold en de regering (vertegenwoordigd door Hubert Pierlot, Paul Henri Spaak, generaal Henri Denis en Arthur Vanderpoorten). Het ging om een diametraal tegen elkaar botsende lezing van de Grondwet, waarbij de koning het als zijn persoonlijk prerogatief beschouwde het leger aan te voeren en beslissingen te nemen, terwijl de regering het er bij hield dat hij voor al zijn daden, ook als opperbevelhebber, de handtekening van een regeringslid behoefde. Aangezien de regering de strijd wilde verderzetten, vroegen ze de koning haar naar het buitenland te vergezellen, wat hij weigerde.
Toen Leopold III de wapens neerlegde en zich vanaf 28 mei 1940 als de krijgsgevangene van de Duitsers beschouwde, werd het conflict openbaar. Hij ging ervan uit dat Duitsland de oorlog had gewonnen en voor lang de Europese politiek zou beheersen. Zijn defaitisme werd veroordeeld in het Franse Limoges, zowel door de regering als door het parlement, waarvan evenwel maar een deel van de leden aanwezig was (186 volksvertegenwoordigers en senatoren op 369). De onmogelijkheid van de koning om te regeren, beslist door de regering, werd toen geacteerd.
Leopolds bezoek aan Hitler in Berchtesgaden (19 november 1940) zorgde voor een escalatie in de afkeurende houdingen, net zoals zijn huwelijk met de zwangere Lilian Baels in 1941. Anderzijds hield de koning zich aan het advies dat hem was gegeven geen pogingen te ondernemen om een nieuwe regering te vormen die onvermijdelijk, zoals in Frankrijk, zou gecollaboreerd hebben. Hij liet de regering in Londen alle ruimte, ook al weerhield hij zich van contacten met haar.
Na de terugkeer van de regering begin september 1944 namen de voornaamste regeringsleden, en ook de geallieerden, kennis van het 'politiek testament' dat de koning had achtergelaten, nadat hij door de Duitsers op 7 juni 1944 was weggevoerd, en dat groot ongenoegen veroorzaakte. De hoofdredenen hiervoor waren:
- dat Leopold III excuses eiste van de regering-Pierlot voor de in juni 1940 over hem geuite kritiek,
- dat hij respect noch dankbaarheid betoonde tegenover de geallieerde bevrijders,
- dat hij evenmin de inspanningen erkende van de regering in ballingschap en van het verzet.

Dit leidde tot een constitutionele crisis, waarbij Leopold niet kon terugkeren zolang geen parlementaire meerderheid werd gevonden om zijn onmogelijkheid tot regeren op te heffen. Terwijl zijn broer Karel van België het regentschap waarnam, werd steeds duidelijker dat zich een kloof aftekende in de publieke opinie tussen het Vlaamse en het Franstalige landsgedeelte, respectievelijk pro en contra Leopold. Dit ging ook mee terug op een verschil in behandeling tijdens de oorlogsjaren, waarbij de Duitsers in 1940 de Vlaamse krijgsgevangen soldaten hadden vrijgelaten terwijl de Walen tot het einde van de oorlog gevangen bleven.
De christendemocratische en liberale coalitieregering dacht in 1950 een uitweg te vinden in een volksraadpleging. Ze werd in maart 1950 gehouden, met als resultaat een overweldigende steun voor terugkeer in de Vlaamse arrondissementen (16 op 16 Vlaamse kiesarrondissementen voor terugkeer), maar met een negatief resultaat in 9 op 13 Waalse arrondissementen, evenals in Brussel. Globaal Resultaat: 57,68% voor de terugkeer en 42,32% tegen; 20 arrondissementen voor op een totaal van 30. Drie maanden later (4 juni 1950) later volgden parlementsverkiezingen, waarbij de christelijke partij CVP/PSC (vóór terugkeer) een meerderheid haalt in Kamer en Senaat. Dit nieuwe parlement beslist de onmogelijkheid tot regeren op te heffen en op 22 juli 1950 keert Leopold naar België terug. Dit leidde in Wallonië tot aanslagen, tot een algemene staking en tot de schietpartij van Grâce-Berleur op een manifestatie nabij Luik waarbij vier doden vielen. Een 'mars op Brussel' werd aangekondigd. De regering Duvieusart deelde aan de koning mee dat ze niet in staat zou zijn de orde te handhaven. Tijdens de zogenaamde "Nacht van Laken" vond Leopold III uiteindelijk niemand bereid een andere regering te vormen en verdere risico's te lopen m.b.t. de openbare orde.
De situatie kwam pas tot bedaren toen Leopold aankondigde dat hij zou aftreden ten gunste van zijn zoon Boudewijn, die met onmiddellijke ingang het regentschap opnam als Koninklijke Prins. Het aftreden geschiedde vervolgens op 16 juli 1951 en de volgende dag legde kroonprins Boudewijn, 21 jaar geworden, als nieuwe koning de grondwettelijke eed af.

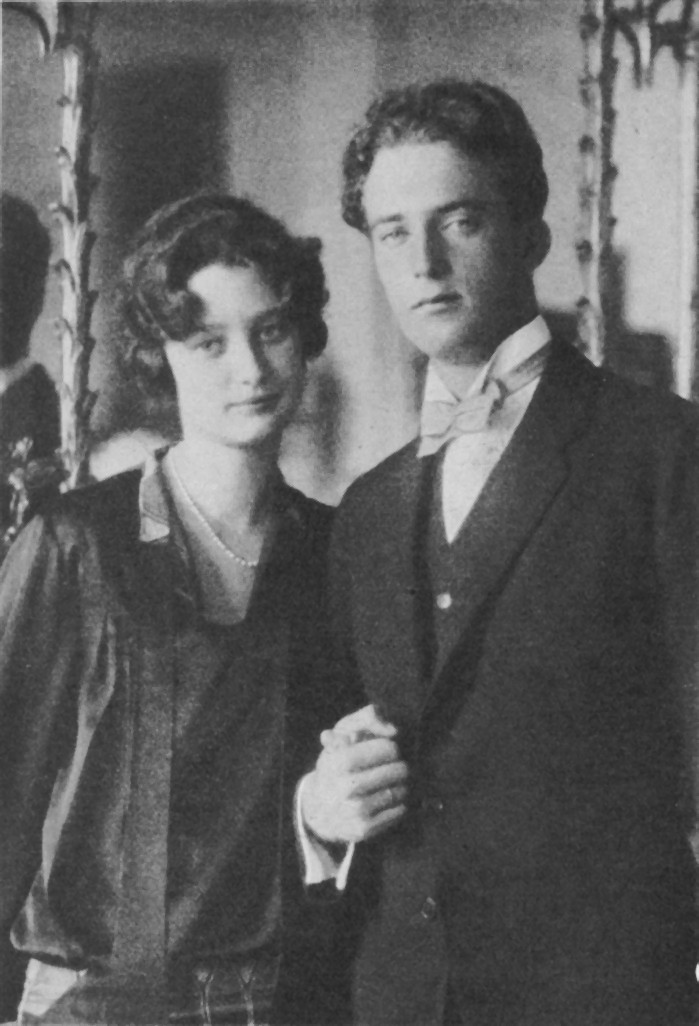
Leopold III en koningin Astrid in 1926.

## Ontstaan

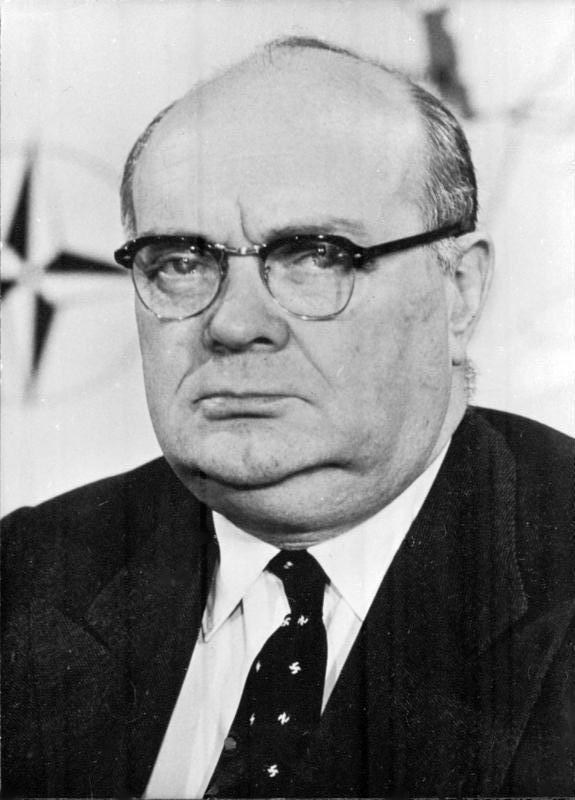
Paul-Henri Spaak, eerste minister van 1938 tot 1939 en lid van de regering-Pierlot in Londen.

Al van voor de Tweede Wereldoorlog leefde Leopold op gespannen voet met zijn regeringen. Hij verweet de ministers dat ze elkaar in hoog tempo opvolgden en dat ze in de greep waren van niet-constitutionele instellingen zoals partijen en vakbonden. Politiek leek aldus meer op een compromis van materiële belangen dan op het dienen van het algemeen belang. Hij zag het als zijn plicht daartegen in te gaan. Omgekeerd was er eveneens wantrouwen. Na de inval van nazi-Duitsland weigerde Leopold met zijn regering in ballingschap te gaan in het Verenigd Koninkrijk, in tegenstelling tot koning Haakon VII van Noorwegen, groothertogin Charlotte van Luxemburg en koningin Wilhelmina der Nederlanden. Hij wilde in zijn land blijven, zoals koning Christiaan X van Denemarken, hierbij voorrang gevende aan zijn hoedanigheid van opperbevelhebber.
Leopold verklaarde toen:

Ik ben vastbesloten om te blijven te midden van mijn troepen, het is een gevoelskwestie. (...) Frankrijk zal aan de strijd verzaken, binnen enkele dagen misschien al. Engeland zal de strijd in zijn koloniën en op zee voortzetten. Ik kies de lastigste weg.
— Leopold III

De koning was ervan overtuigd dat Adolf Hitler de oorlog had gewonnen en dat hij het lang voor het zeggen zou hebben. Een Belgisch bestuur moest in het land blijven om de onafhankelijkheid en het voortbestaan van het land en van de dynastie te garanderen. De regering meende daarentegen dat, zolang Britten en Fransen bleven vechten, België zich niet bij de nederlaag mocht neerleggen, zelfs niet na de bezetting. Daarom trok de regering zich terug naar Frankrijk en later naar Londen en eiste ze dat de koning zich als staatshoofd bij zijn regering zou voegen.

## Capitulatie

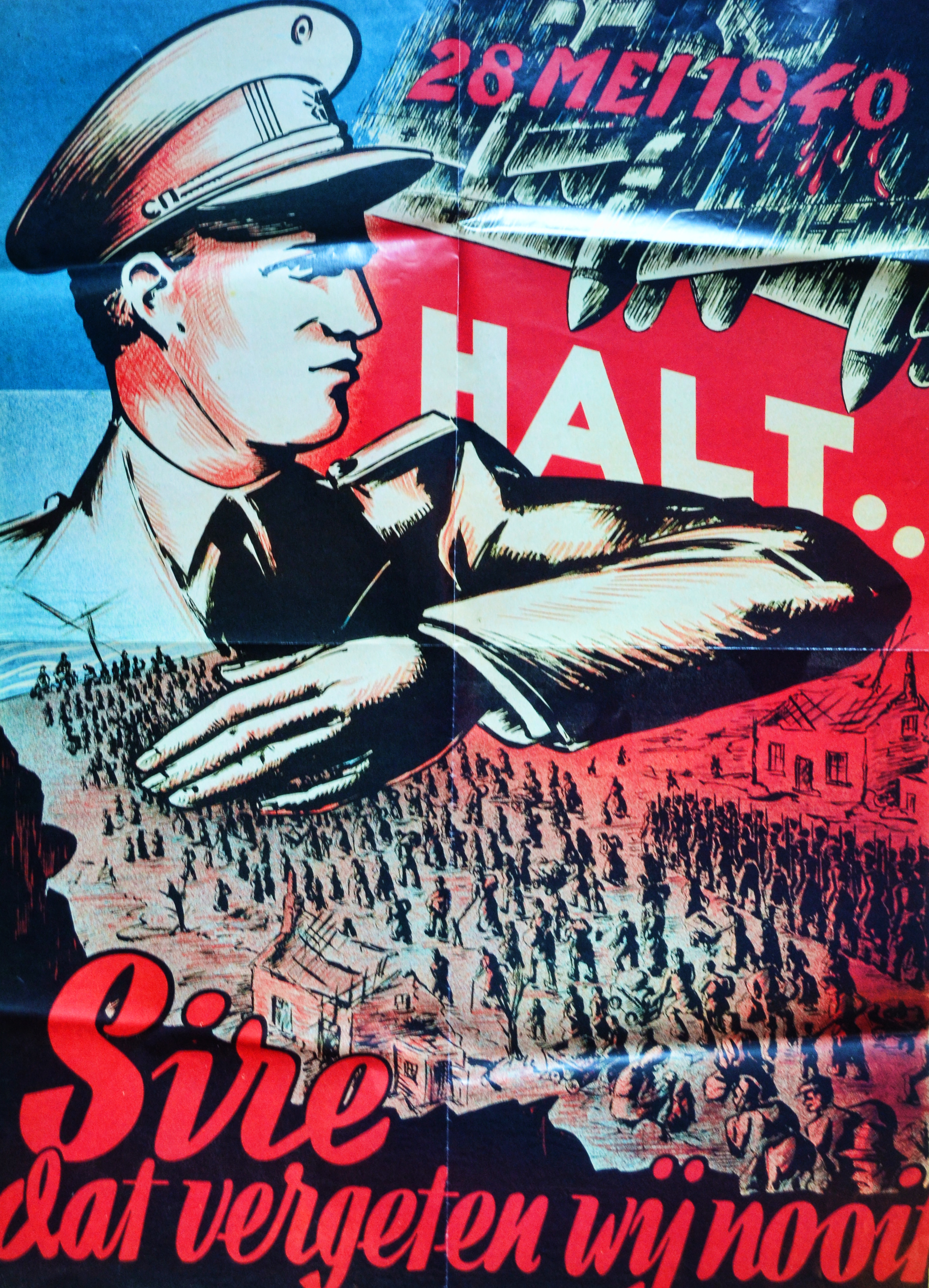
Belgische propagandaposter van koning Leopold III met opschrift "28 Mei 1940, Halt, Sire Dat Vergeten Wij Nooit" naar aanleiding van de 18-daagse veldtocht.

Op 28 mei 1940 capituleerde Leopold en werd hij formeel krijgsgevangene. Meteen verklaarde de regering vanuit Parijs dat de koning voortaan in de onmogelijkheid tot regeren verkeerde en de ministerraad de koninklijke macht zou uitoefenen, tot een regent werd aangewezen. Op de Franse radio viel eerste minister Hubert Pierlot de koning aan, waarop Leopold zijn regering niet meer erkende. Het gedeelte van de Belgische parlementsleden dat in de Franse stad Limoges aanwezig was, keurde de houding van de regering goed. Van juni tot augustus twijfelde de regering Pierlot over de te volgen koers. Op 18 en 19 juni was ze reeds van mening "iedere vijandige daad tegenover de Duitsers [te moeten] vermijden". Na de Franse capitulatie van 22 juni raakten een aantal ministers overtuigd van het gelijk van de koning. Op 26 juni schreef de regering een brief aan Leopold waarin zij haar ontslag voorstelde zodra de vorst dat wenselijk achtte om een nieuwe regering te vormen. In dezelfde brief (met als koerier de Belgische diplomaat burggraaf Joseph Berryer) had eerste minister Pierlot het over twee dringende zaken die dienden te worden behandeld, één ervan was met de Duitsers de voorwaarden te bespreken van een wapenstilstand of een overeenkomst betreffende België. De vorst weigerde te antwoorden en later verbood Hitler die ministers om terug te keren.
De ministers Marcel-Henri Jaspar (Volksgezondheid) (op eigen houtje), en Albert De Vleeschauwer (Koloniën) en Camille Gutt (Financiën) (in opdracht van de regering) weken intussen naar Engeland uit. De Vleeschauwer, die Belgisch-Congo onder zijn gezag had, sloot een akkoord met de Britse regering om de strijd voort te zetten en hij overtuigde zijn collega's Pierlot en Paul-Henri Spaak, die in Vichy verbleven, om via Spanje en Portugal naar Londen te komen en daar als Belgische regering de strijd, aan de zijde van de geallieerden, verder te zetten.

## Krijgsgevangen in Laken
Hoewel hij formeel krijgsgevangen was, verbleef de koning met zijn hofhouding en kinderen in het kasteel van Laken en onderhield hij contact met enkele politici in België, in de eerste plaats met de autoritaire socialist Hendrik De Man. Deze invloedrijke leider schreef in die dagen een Manifest waarin hij opriep de Duitse overwinning te aanvaarden en België, 'verlost' van het parlementarisme, op te bouwen met één partij rond de koning. Toen hij de tekst begin juli 1940 wilde publiceren, verbood de bezetter dit. Onvoorzichtige uitspraken maakten ondertussen dat hij op het Paleis persona non grata was geworden. Hij verliet de politiek en trok zich in de Franse regio Savoie en in Zwitserland terug.

## Ontmoeting met Hitler
Een mogelijke ontmoeting tussen Leopold en Hitler werd al, onmiddellijk na de capitulatie, op initiatief van deze laatste vooropgesteld. Op 31 mei kreeg Leopold hiervoor een formele uitnodiging, die hij aanvaardde, onder de voorwaarde dat de ontmoeting incognito zou gebeuren. Hitler ging hier niet mee akkoord. De bijeenkomst werd derhalve uitgesteld. Toen de koning er op 26 augustus via zijn bewaker, kolonel Werner Kiewitz, aan herinnerde, was de belangstelling bij Hitler verdwenen. Hij had ondertussen wrevel opgevat tegenover de koning en met een instructie van 14 juli beslist dat de handelingsvrijheid van Leopold III beperkt en gecontroleerd diende te worden. Hij was ontstemd over de rol die Leopold vanuit zijn residentie in Laken speelde met de talrijke audiënties die hij verleende aan Belgische personaliteiten.
Het bezoek aan België van zijn zus Marie-José, de echtgenote van de kroonprins van Italië, Duitslands bondgenoot, was aanleiding voor Leopold om Hitler opnieuw te benaderen. Marie-José reisde van Brussel naar Berchtesgaden (en terug) en bemiddelde bij Hitler om Leopold te ontvangen. De ontmoeting vond plaats op 19 november 1940 in Berchtesgaden. Hitler bevestigde dat Leopold niet zou regeren zolang de oorlog duurde en weigerde toezeggingen omtrent de toekomst van België na de oorlog. Ook met betrekking tot de voedselbevoorrading en het lot van de krijgsgevangenen bereikte Leopold niets.

## Lilian Baels

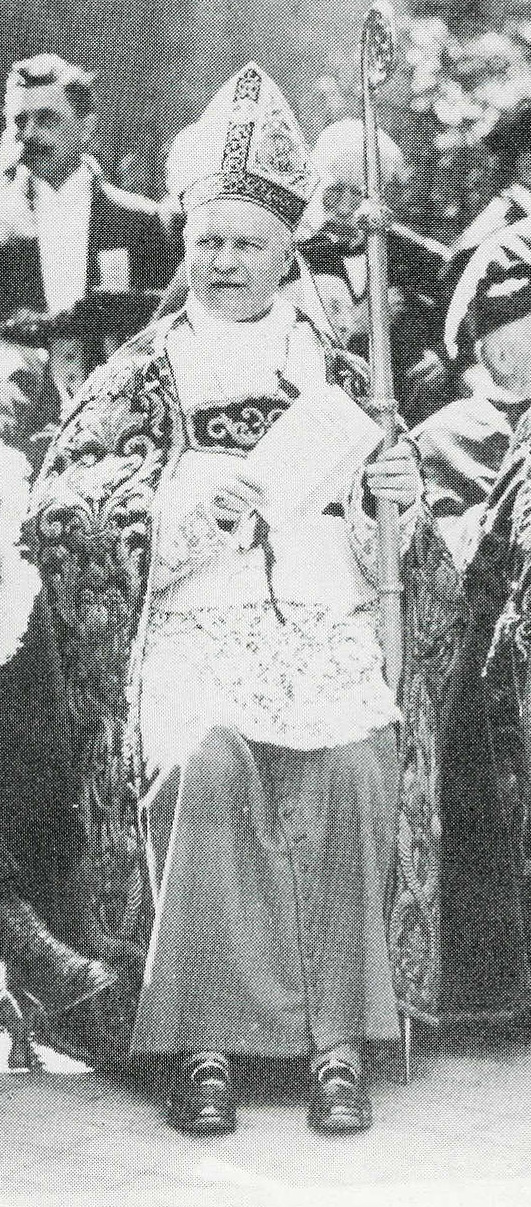
Kardinaal Jozef Van Roey in 1929.

Op 6 december 1941 trad Leopold in het huwelijk met de zwangere Lilian Baels die (onofficieel) de titel prinses van Retie kreeg. Daarop bleek dat ze eerder al, op 11 september, in het geheim kerkelijk waren gehuwd. Kardinaal Jozef Van Roey, de aartsbisschop van Mechelen had hiermee de Belgische Grondwet overtreden, die een kerkelijk huwelijk verbiedt voor het burgerlijk huwelijk. Het nieuws van dit huwelijk en de geboorte, op 18 juli 1942, van een zoon (prins Alexander van België) werd door grote lagen van de bevolking en vooral door de Belgische krijgsgevangenen met wie de vorst zich solidair had verklaard, slecht onthaald.

## Deportatie
De koning werd op 7 juni 1944, daags na de invasie van Normandië naar Duitsland en nadien naar Oostenrijk gedeporteerd. De regering-Pierlot keerde op 8 september 1944 terug. Het parlement (nog steeds in zijn vooroorlogse samenstelling) stelde prins Karel, broer van Leopold, aan als regent aangezien de koning in krijgsgevangenschap verbleef.

## De koning stelt voorwaarden aan zijn terugkeer
In februari 1945 kwam er een regering van nationale eenheid, gericht op het herstel van België, onder de leiding van Achille Van Acker. In mei 1945 werd Leopold III in de buurt van Salzburg bevrijd door het Amerikaanse leger. Kort nadien gaat een delegatie met Van Acker naar Oostenrijk om daar de terugkeer van Leopold naar België met hem te bespreken. De regering verwachtte van Leopold dat deze openlijk hulde brengen aan de geallieerden en aan het verzet en dat hij enkele raadgevers de laan zou uitsturen. In de plaats daarvan kwam de koning met een lijst van mensen die hem ooit beledigden en eiste van hen openbare verontschuldigingen. Hij was niet bereid om de leden van de regering in Londen hun houding in 1940 te vergeven, noch de geallieerde naties zijn onvoorwaardelijke dank te betuigen. De besprekingen van de terugkeer liepen op niets uit. In juli 1945 werd een wet goedgekeurd waarbij de onmogelijkheid van de koning om te regeren slechts kon worden beëindigd nadat de verenigde kamers het einde van die onmogelijkheid had vastgesteld. In afwachting van een voor regering en parlement haalbare oplossing, verbleef de koninklijke familie in ballingschap in het Zwitserse Pregny.

## De volksraadpleging
Al vanaf het begin van de koningskwestie kwamen de politieke tegenstellingen in het parlement tot uiting. Socialisten, communisten en de meeste liberalen waren tegen de terugkeer. De christendemocraten van de CVP/PSC waren voor. Omdat de koning niet dadelijk naar België werd geroepen namen de CVP-PSC-ministers in 1945 ontslag uit de regering-Van Acker I en eisten een volksraadpleging. De Belgische verkiezingen 1949 in juni - de eerste Belgische landelijke verkiezingen met vrouwenstemrecht - brachten een overwinning voor de Christelijke Volkspartij (CVP/PSC). Hun absolute meerderheid in de Senaat en op één zetel na in de Kamer en de christendemocratische premier Gaston Eyskens, drukten de gewenste volksraadpleging door. Op 12 maart 1950 trokken de Belgen naar de stembus voor een volksraadpleging, een unicum in de Belgische geschiedenis. Omdat de Belgische grondwet niet voorzag in een procedure hiervoor, was de volksraadpleging niet bindend, niet voor de regering en evenmin voor het parlement. De vraag luidde: "Zijt U de mening toegedaan dat Koning Leopold III de uitoefening van zijn grondwettelijke machten zou hernemen?"
De uitslag verdeelde de twee gemeenschappen van het land. 2.933.382 stemden voor Leopolds terugkeer (57,68%) en 2.151.881 tegen (42,32%). De resultaten waren regionaal sterk verschillend. In Vlaanderen was 72% voor de terugkeer. In het arrondissement Brussel (bestaand uit het huidige hoofdstedelijk gewest en arrondissement Halle-Vilvoorde) met 52% en vooral in Wallonië met 58% had een meerderheid tegen de terugkeer gestemd.
In Vlaanderen stemde de meerderheid voor in alle provincies. In Wallonië stemde de meerderheid in de provincies Namen en Luxemburg vóór. De dichtbevolkte geïndustrialiseerde provincies Luik en Henegouwen waren tegen. In het arrondissement Brussel (het huidige Brussels Hoofdstedelijk Gewest plus het huidige arrondissement Halle-Vilvoorde) was een kleine meerderheid van 52% tegen. Op provinciaal niveau was in het toenmalige tweetalige Brabant (inclusief Brussel) een nipte meerderheid vóór.

## Uitslag per regio, provincie en kiesarrondissement

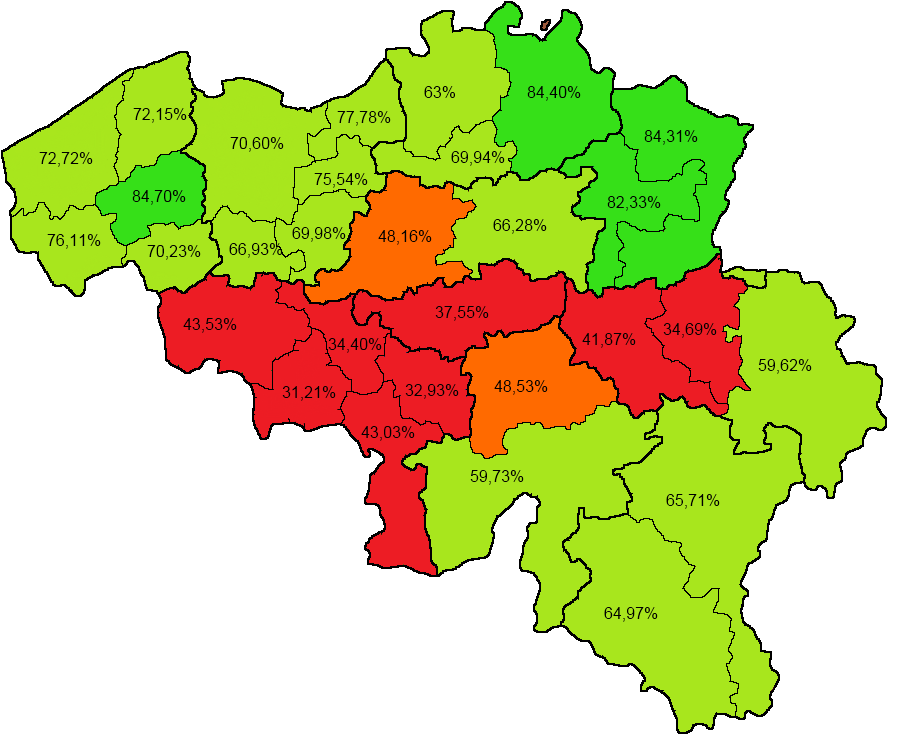
Het percentage geldige stemmen vóór de terugkeer van Leopold III, per kiesarrondissement. Donkergroen is grote meerderheid voor, groen is meerderheid voor, oranje is bijna 50% voor, rood is meerderheid tegen.

*Het arrondissement Verviers was in meerderheid voor.
**Het arrondissement Namen was in meerderheid nipt tegen.

### Per arrondissement
| Arrondissement            | Provincie       | Uitgebrachte Stemmen | Ongeldig/ blanco | Voor    | Voor | Tegen   | Tegen |
| Arrondissement            | Provincie       | Uitgebrachte Stemmen | Ongeldig/ blanco | Stemmen | %    | Stemmen | %     |
| ------------------------- | --------------- | -------------------- | ---------------- | ------- | ---- | ------- | ----- |
| Antwerpen                 | Antwerpen       | 484.936              | 12.236           | 297.863 | 63,0 | 174.837 | 37,0  |
| Mechelen                  | Antwerpen       | 156.099              | 3.905            | 106.450 | 69,9 | 45.744  | 30,1  |
| Turnhout                  | Antwerpen       | 134.684              | 3.678            | 110.576 | 84,4 | 20.430  | 15,6  |
| Brussel                   | Brabant         | 832.087              | 26.773           | 387.914 | 48,2 | 417.400 | 51,8  |
| Leuven                    | Brabant         | 197.540              | 7.530            | 125.944 | 66,3 | 64.066  | 33,7  |
| Nijvel                    | Brabant         | 119.686              | 3.097            | 43.777  | 37,5 | 72.812  | 62,5  |
| Brugge                    | West-Vlaanderen | 119.573              | 3.677            | 83.623  | 72,2 | 32.273  | 27,8  |
| Veurne-Diksmuide-Oostende | West-Vlaanderen | 118.265              | 4.615            | 82.652  | 72,7 | 30.998  | 27,3  |
| Roeselare-Tielt           | West-Vlaanderen | 116.945              | 3.372            | 96.196  | 84,7 | 17.377  | 15,3  |
| Kortrijk                  | West-Vlaanderen | 167.772              | 5.163            | 114.198 | 70,2 | 48.411  | 29,8  |
| Ieper                     | West-Vlaanderen | 74.101               | 3.011            | 54.109  | 76,1 | 16.981  | 23,9  |
| Gent-Eeklo                | Oost-Vlaanderen | 328.298              | 9.792            | 224.874 | 70,6 | 93.632  | 29,4  |
| Sint-Niklaas              | Oost-Vlaanderen | 111.048              | 1.833            | 84.955  | 77,8 | 24.260  | 22,2  |
| Dendermonde               | Oost-Vlaanderen | 97.756               | 2.150            | 72.223  | 75,5 | 23.383  | 24,5  |
| Aalst                     | Oost-Vlaanderen | 145.994              | 2.924            | 100.130 | 70,0 | 42.940  | 30,0  |
| Oudenaarde                | Oost-Vlaanderen | 73.500               | 2.371            | 47.607  | 66,9 | 23.522  | 33,1  |
| Bergen                    | Henegouwen      | 162.250              | 4.467            | 49.243  | 31,2 | 108.540 | 68,8  |
| Zinnik                    | Henegouwen      | 103.952              | 2.565            | 34.875  | 34,4 | 66.512  | 65,6  |
| Charleroi                 | Henegouwen      | 268.375              | 7.209            | 86.003  | 32,9 | 175.163 | 67,1  |
| Thuin                     | Henegouwen      | 82.540               | 2.294            | 34.529  | 43,0 | 45.717  | 57,0  |
| Doornik-Aat               | Henegouwen      | 147.992              | 4.056            | 62.661  | 43,5 | 81.275  | 56,5  |
| Luik                      | Luik            | 353.598              | 10.095           | 119.161 | 34,7 | 224.342 | 65,3  |
| Hoei-Borgworm             | Luik            | 109.286              | 3.132            | 44.445  | 41,9 | 61.709  | 58,1  |
| Verviers                  | Luik            | 141.253              | 4.998            | 81.238  | 59,6 | 55.017  | 40,4  |
| Hasselt                   | Limburg         | 109.472              | 3.513            | 87.241  | 82,3 | 18.718  | 17,7  |
| Tongeren-Maaseik          | Limburg         | 124.333              | 3.616            | 101.783 | 84,3 | 18.934  | 15,7  |
| Aarlen-Marche-Bastenaken  | Luxemburg       | 72.526               | 2.078            | 46.296  | 65,7 | 24.152  | 34,3  |
| Neufchâteau-Virton        | Luxemburg       | 59.223               | 1,595            | 37.443  | 65,0 | 20.185  | 35,0  |
| Namen                     | Namen           | 135.600              | 3,495            | 64.112  | 48,5 | 67.993  | 51,5  |
| Dinant-Philippeville      | Namen           | 88.056               | 2.237            | 51.261  | 59,7 | 34.558  | 40,3  |

## Ontknoping en afloop

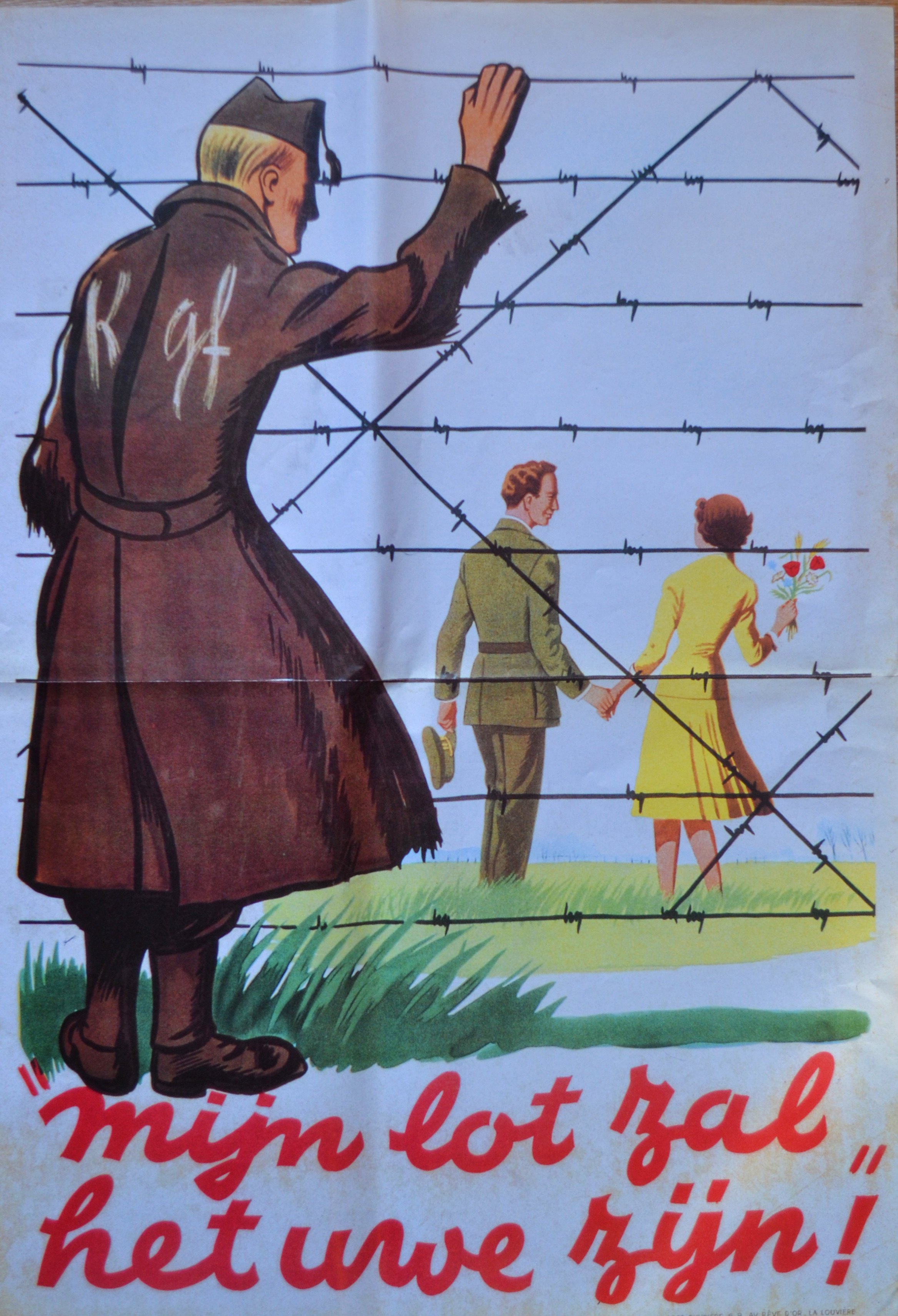
Belgische propagandposter over koning Leopold III Met het opschrift "Mijn Lot Zal Het Uwe Zijn" uitgegeven 1950.

In maart 1950 hield Wallonië een algemene staking tegen de terugkeer van de koning. Toen Eyskens volgens de uitslag van de volksraadpleging de goedkeuring van de terugkeer van de koning door de verenigde kamers wilde doen stemmen, weigerde de liberale coalitiepartner en verliet de regering-G. Eyskens I. Het parlement werd ontbonden en de Belgische verkiezingen 1950 in juni hadden als inzet de koningskwestie. De CVP behaalde de volstrekte meerderheid in Kamer en Senaat en vormde de homogene regering-Duvieusart I. In het parlement stelde de meerderheid op 20 juli 1950 vast dat aan de onmogelijkheid te regeren een einde was gekomen en op 22 juli keerde de koning terug naar België. Daarop werden nieuwe stakingen georganiseerd en betogingen gehouden. Bij de schietpartij van Grâce-Berleur, bij Luik, werden op 30 juli drie betogers gedood door rijkswachtkogels, een vierde overleed later. De situatie dreigde te ontsporen. Er werd een gewapende mars op Brussel aangekondigd.
Spoedoverleg tussen de drie grote politieke families leidde tot een akkoord om de koninklijke bevoegdheden over te dragen aan kroonprins Boudewijn. Op 31 juli ontving de koning de eerste minister Jean Duvieusart en stemde hij in met dit plan. Tijdens de daaropvolgende nacht kwam hij terug op zijn beslissing en probeerde een regering te vormen die hem zou steunen. Nadat Duvieusart dreigde met ontslag en alle andere ministers (uitgezonderd Albert de Vleeschauwer van Binnenlandse Zaken) zich solidair verklaarden met de premier, en Leopold niemand bereid vond een nieuwe regering te vormen, gaf hij zich gewonnen en ging hij akkoord met de onmiddellijke overdracht van zijn bevoegdheden en met de troonsafstand na één jaar, beide ten voordele van zijn zoon.

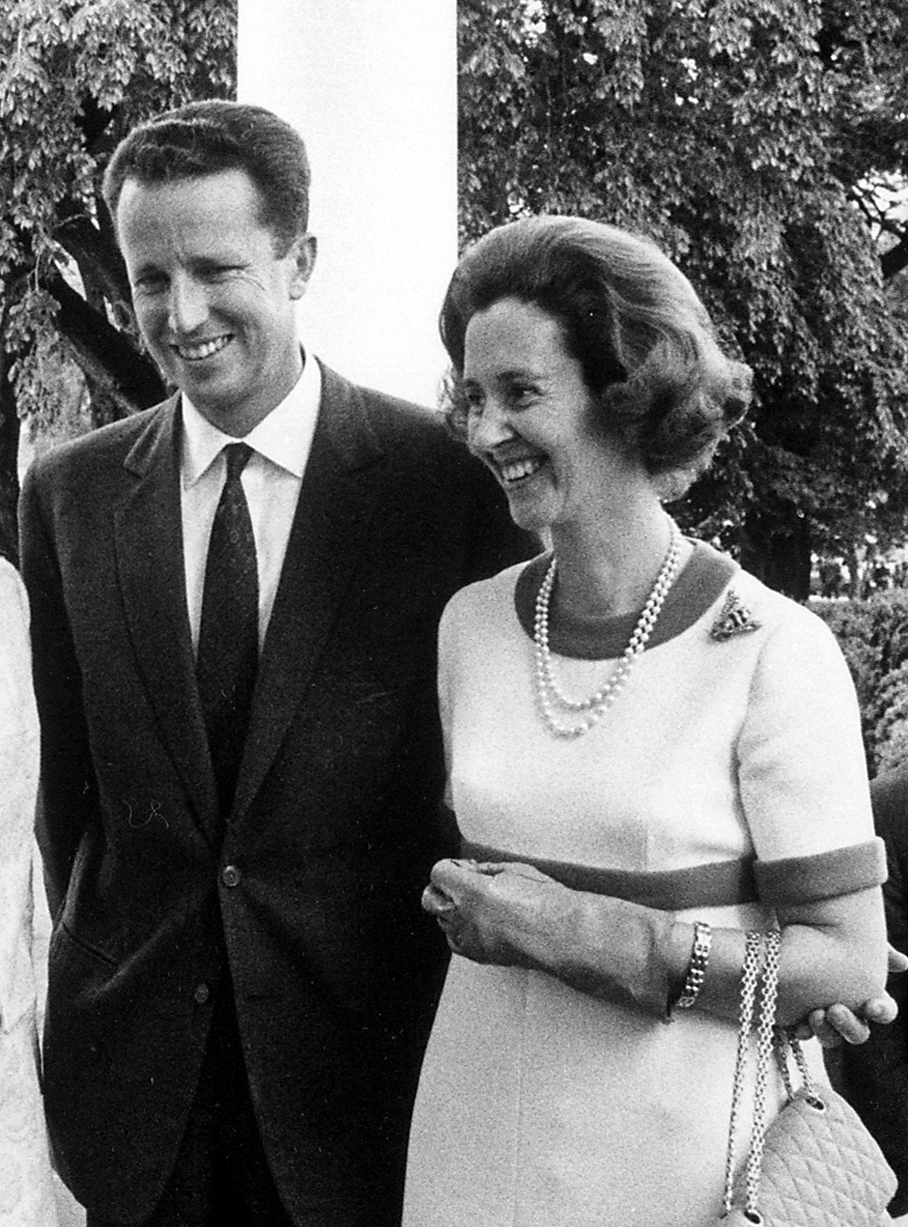
Boudewijn en zijn echtgenote, koningin Fabiola, in het Witte Huis in 1969.

De toen twintigjarige prins Boudewijn legde op 11 augustus 1950 de grondwettelijke eed af voor de Verenigde Kamers. Tijdens de eedaflegging kwam het tot een incident toen het communistische Kamerlid en partijvoorzitter Julien Lahaut uitriep "Vive la République" (Leve de republiek). Op 18 augustus werd Lahaut thuis in Seraing door enkele aanhangers van Leopold vermoord. Het gerechtelijk onderzoek bleef zonder resultaat, doch in 1985 slaagden de onderzoeksjournalisten Rudi Van Doorslaer en Etienne Verhoeyen er in de ondertussen overleden daders te identificeren.
De leopoldisten, die de volksraadpleging vooral in Vlaanderen op beslissende wijze wonnen, voelden zich verraden, maar de stakingen kwamen tot een eind, de mars op Brussel werd afgelast en de toestand stabiliseerde zich. Tot de meerderjarigheid van Boudewijn, die met de eedaflegging de titel Koninklijke Prins- Prince Royal droeg, bleef Leopold formeel de koning. Op 16 juli 1951 tekende hij de troonsafstand en een dag later volgde Boudewijn hem op als Koning der Belgen.
Leopold III bleef over zijn troonsafstand zijn verdere leven ontgoocheld, zoals bleek uit het bijna twintig jaar na zijn dood door zijn weduwe prinses Lilian gepubliceerde boek Kroongetuige. Over de grote gebeurtenissen tijdens mijn koningschap (2001), waarin hij persoonlijke documenten en aantekeningen verzamelde.

## Publicatie
- LEOPOLD III, Kroongetuige. Over de grote gebeurtenissen tijdens mijn koningschap, Tielt, Lannoo, 2001.

## In literatuur en populaire cultuur
In zijn sterk autobiografische roman Les plumes du coq (vertaald als De veren van de haan) beschrijft de Belgische auteur Conrad Detrez de Koningskwestie gezien door de ogen van een jonge Waal.
De koningskwestie sloop in de stripreeksen Suske en Wiske door Willy Vandersteen en Nero door Marc Sleen. Omdat zowel Vandersteen als Sleen voor katholieke kranten werkten namen ze in hun strips een pro-Leopold III-standpunt in.
- In het Suske en Wiske-album "De koning drinkt" (1947) worden Suske, Wiske, Tante Sidonia en koning Poefke in een toren gejaagd, terwijl koning Cactus de rest van Poefkes onderdanen gevangen houdt. Poefke merkt op: "Wat kan onze weerstand hier nog baten, 'k geloof dat ik er beter aan gedaan had mijn volk niet alleen te laten." Wiske merkt in de originele versie op: "Dat is maar een gedacht, Poefke! Begin dan maar al met een villa in Zwitserland te huren." Dit is een verwijzing naar Leopold III die toen in een Zwitserse villa verbleef, in afwachting tot hij terug naar België kon keren.
- In het Nero-album "De Man met het Gouden Hoofd" (1950) ziet Nero op de Noordpool in de verte een groepje mensen. Het blijken pinguïns te zijn die rond marcheren met aanhangborden waarop "JA!" geschreven staat (strook 86). Dit was wat men in de volksraadpleging moest stemmen als men wilde dat Leopold III zou terugkeren.
- In de originele Suske en Wiske De stalen bloempot (1950) wordt Suske naar het eiland Amoras ontvoerd om er koning te worden. De Stalen Bloempotters willen niet dat "de koning terugkomt." In de latere albumversie werden de verwijzingen minder expliciet. De oorspronkelijke openingsstrook van het verhaal liet Lambik vanuit het vliegtuig een spandoek ontrollen met "JA, morgen begint ons nieuw avontuur: De Stalen Bloempot!". Wiske merkt hierna op: "Zou dat OOK zo lang duren, Lambik?"
- In het Nero (strip)album "De Hoed van Geeraard de Duivel" (1950) willen een groepje opstandelingen dat een Indische koning aftreedt. De opstandelingen zijn karikaturen van de socialistische politici Camille Huysmans en Paul-Henri Spaak, die zich tegen de terugkeer van Leopold III verzetten.